# Otto Kunze

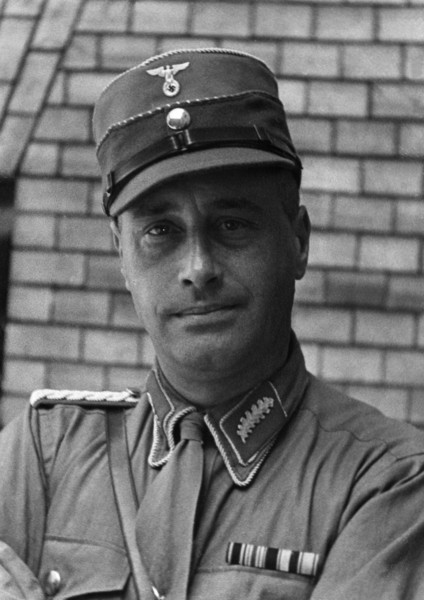
Otto Kunze in der Uniform eines SA-Standartenführers.

Otto Alfred Ludwig Theodor Kunze (* 12. August 1895 in Gießen; † 1. November 1936 in Berlin) war ein deutscher SA-Führer und -funktionär.

## Leben und Tätigkeit
Kunze war ein Sohn des Dr. Karl Kunze. Von 1914 bis 1918 nahm Kunze am Ersten Weltkrieg teil. 1919 schied er im Rang eines Oberleutnants aus der Armee aus.
In den 1920er Jahren arbeitete Kunze zeitweise als Geschäftsführer der DEROP (Deutsch-Russische Vertriebsgesellschaft für Russische Ölprodukte). Diese Stellung verlor er um 1929, angeblich aufgrund seiner Betätigung in rechtsgerichteten Kreisen. Stattdessen wurde er Geschäftsführer einer wirtschaftlichen Vereinigung von Autobesitzern, die ihren Mitgliedern verbilligten Bezug aller Autozubehörteile und Betriebsstoffe beschaffte.
Zum 1. Februar 1931 trat er der NSDAP bei (Mitgliedsnummer 420.780) und schloss sich auch dem NSKK an: Als Angehöriger der Motorstandarte 8 in Kassel erreichte Kunze im Juni 1931 den Rang eines NSKK-Staffelführers und zum 19. Januar 1932 den eines NSKK-Oberstaffelführers.
Aufgrund von Kunzes Spezialkenntnissen als Wirtschaftsfunktionär interessierte die Sturmabteilung (SA) der Partei sich seit 1931 stark dafür ihn für ihre Zwecke zu verwenden. Spätestens im Frühjahr 1933 siedelte er von Kassel nach Berlin über, wo er im Rang eines SA-Standartenführers in die SA übernommen und der Führung der SA-Gruppe Berlin-Brandenburg zugeteilt wurde.
Im April 1933 richtete die SA-Gruppe Berlin-Brandenburg eine sogenannte „Arbeitsbeschaffungszentrale“ (ABZ) ein, mit deren Leitung Kunze beauftragt wurde. Diese Zentrale, deren Sitz sich im Berliner Stadthaus befand, hatte die Aufgabe, arbeitslose SA- und SS-Angehörigen berufliche Stellungen zu vermitteln. Besondere Priorität hatte dabei die Arbeitsplatzbeschaffung für „alte Kämpfer“, d. h. langjährig in der NS-Bewegung tätig gewesene Personen, sowie von verheirateten SA-Angehörigen. Die von Kunzes Dienststelle vermittelten SA-Leuten wurden schwerpunktmäßig in städtische und staatlichen Betrieben bzw. in Privatbetrieben unter staatlicher Aufsicht (v. a. im Hoch- und Tiefbau) untergebracht. Zudem wurde eine größere Zahl von Personen in der Industrie in Beschäftigung gebracht. Kunze organisierte die offiziell als „Sonderaktion“ bezeichnete Kampagne der Berliner SA-Führung zur Vermittlung von möglichst vielen Arbeitslosen aus den Reihen der SA in der Form, dass er die Berliner SA-Standarten anwies, die Arbeitslosen in den ihnen unterstehenden Einheiten zu erfassen und sodann die entsprechenden Daten an ihn zur zentralen Koordinierung der Stellenvermittlung weiterzuleiten. Seit Ende Juni 1933 wurden dann regelmäßig in Standarten- und Sturmbannbefehlen offene Arbeitsstellen gemeldet. Diese waren meist im handwerklichen Bereich angesiedelt (z. B. Tischler, Schlosser, Dreher), betrafen aber auch Stellen für Tätigkeiten wie Bankbeamte, Schreiber oder Chemiker. In der Öffentlichkeit wurde Kunzes Dienststelle als exemplarische Errungenschaft und Beweis für die soziale Ausrichtung des damals im Aufbau begriffenen NS-Staates gerühmt. So feierte ein Artikel über die Stelle im Völkischen Beobachter vom 29. Juni 1933 diese bereits in der Überschrift als „Sozialismus der Tat“. Bereits im Oktober 1933 wurde die ABZ in der bestehenden Form abgewickelt bzw. in neuer Form organisiert: Die zentrale Dienststelle im Stadthaus wurde auf Veranlassung der Obersten SA-Führung in München aufgelöst. Stattdessen wurden Vertrauensleute der SA in alle neun Berliner Arbeitsämter entsandt. Die von Kunzes ABZ angelegte Kartei wurde aufgeteilt und als Sonder-Kartothek bei den Arbeitsämtern neu eingerichtet, um von dort aus die jeweils betreuten arbeitslosen SA-Männer ortsnah protegieren zu können.
Seit dem 13. Mai 1933 bekleidete Kunze zudem als Verbindungsführer der SA-Gruppe Berlin-Brandenburg zum Berliner Oberbürgermeister Heinrich Sahm die Funktion eines SA-Kommissars. Durch den Führerbefehl Nr. 14 vom 1. Juni 1933 wurde Kunze formal mit Wirkung zum 11. Mai 1933 zur Gruppe Berlin Brandenburg versetzt, wobei er von seiner Dienststellung als Oberstaffelführer der Untergruppe Hessen-Nassau enthoben wurde.
Zum 18. Oktober 1933 schied Kunze – der zu dieser Zeit die Position eines SA-Standartenführers z. b. V. im Stab der Gruppe Berlin Brandenburg innehatte – auf eigenen Antrag aus der SA unter Enthebung seiner bisherigen Dienststellung und seines Dienstgrades aus.
Im Zuge der politischen Säuberungswelle des NS-Regimes vom Sommer 1934 wurde Kunze in der ausländischen Presse irrtümlich als exekutiert gemeldet. Er überlebte die Aktion zwar, wurde jedoch im Nachgang der Aktion als Gefolgsmann des in Ungnade gefallenen und erschossenen Berliner SA-Chefs Karl Ernst am 23. Juli 1934 durch den Kreisleiter des Kreises I der Berliner NSDAP mit der Begründung, er habe sich parteischädigenden Verhaltens und der Korruption schuldig gemacht, aus der NSDAP ausgeschlossen. Das Berliner Gaugericht nahm diese Maßnahme schließlich nach Kunzes Anfechtung zurück und reduzierte das Strafmaß auf einen einfachen Verweis unter Verbleib in der Partei.
Kunze verstarb 1936 im Berliner Martin-Luther-Krankenhaus.